# めっちゃベスト
『めっちゃベスト』（メッチャベスト）は、宮村優子の6枚目のアルバムであり、自身初のベストアルバムである。1998年12月2日、ビクターエンタテインメントより発売。

## 収録曲
1. 恋と欲望
  - 作詞：青島雪男、作曲：関口和之、編曲：長谷部徹
2. さんきゅ
  - 作詞・作曲：みやむらゆうこ、編曲：高浪敬太郎
3. チュッ・チュッ・チュッ
  - 作詞：弥勒、作曲・編曲：CHiBUN
4. 弱きもの汝の名は女なり
  - 作詞：みやむらゆうこ、作曲・編曲：高浪敬太郎
5. 水曜日の惑星
  - 作詞・作曲・編曲：長谷川智樹
6. タマシー
  - 作詞：大槻ケンヂ、作曲・編曲：野村義男
7. Mother
  - 作詞・作曲・編曲：平沢進
8. あーあ。
  - 作詞：みやむらゆうこ、作曲：新居昭乃、編曲：保刈久明
9. だいじょうぶの笑顔（Album version）
  - 作詞・作曲：Love Pallete、編曲：安部隆雄
10. 平成偉人伝
  - 作詞：青島雪男、作曲：関口和之、編曲：高浪敬太郎
11. 彼と彼女のソネット
  - 作詞：Regis Wargnier・Cathrine Cohen、日本語詞：大貫妙子、作曲：Romano Musrmarra、編曲：保刈久明
12. ハワイ旅情
  - 作詞：みやむらゆうこ、作曲・編曲：周防義和
13. KANON
  - 作詞：濱田理恵、作曲：PACHELBEL・濱田理恵、編曲：濱田理恵
14. ゾンビーぞうさん
  - 作詞：みやむらゆうこ、作曲：関口和之、編曲：高浪敬太郎
15. こどものうた
  - 作詞：みやむらゆうこ、作曲・編曲：長谷部徹
16. 根性戦隊ガッツマン
  - 作詞：川崎ヒロユキ、作曲・編曲：田中公平
17. HELLO, STRANGE DAYS
  - 作詞：青島雪男、作曲：関口和之、編曲：保刈久明